# Abida cylindrica
Abida cylindrica es una especie de molusco gasterópodo pulmonado de la familia Chondrinidae.

## Distribución geográfica
Es endémica del noreste de Cataluña (España) y el sudeste de los Pirineos Orientales (Francia).